# Lisa Marie Caruk
Lisa Marie Caruk (n. 7 de junio de 1978) es una actriz canadiense conocida por sus papeles de Christa Marsh en Destino final y Buzz en Angeles sangrientos.

## Biografía
Lisa Marie Caruk nació el 7 de junio de 1978 en Canadá, tiene una hermana mayor y Caruk tuvo su primera hija en noviembre de 2009. 

## Carrera
Lisa Marie Caruk debutó como actriz en 1997 con una aparición en "Ronnie & Julie", una versión modernizada y hecha para la televisión de "Romeo y Julieta". Luego, Caruk continuó actuando en películas y series de televisión durante el resto de la década de 1990. En 2000, consiguió un papel secundario en el sangriento thriller de Hollywood "Destino final". Dirigida por el veterano productor y director de terror y ciencia ficción James Wong, la película resultó ser popular entre el público y generó varias secuelas. Después de Destino final, Caruk comenzó a trabajar prolíficamente en televisión nuevamente. Algunos de sus papeles televisivos de principios de la década de 2000 incluyen apariciones especiales en la serie sobrenatural de Stephen King Dead Zone", "Tru Calling" "Stargate" y la peculiar serie "Tan muertos como yo". Luego, Caruk apareció en el edificante drama de hockey de 2004 "Miracle", protagonizado por Kurt Russell. Posteriormente, Caruk volvió a la televisión, actuando a menudo en programas de ciencia ficción y fantasía, como el popular drama de superhéroes "Smallville" y la serie de misterio "Los 4400". En 2006, la actriz sumó a sus créditos cinematográficos un papel en el muy discutido y parodiado thriller "Serpientes en el avión". Caruk luego puso su mirada en las películas para televisión, embarcándose en una serie de papeles en series de suspenso que incluyeron "The Haunting of Sorority Row.